# 樟刺粉蝨
樟刺粉蝨（学名：Aleurocanthus cinnamomi）为粉蝨科刺粉蝨屬下的一个种。